# Assurance d'activité
 (juin 2024).
L'assurance d'activité est une assurance professionnelle couvrant les risques liés à l'activité. Elle peut autant être souscrite par une personne physique (notamment le chef d'entreprise) ou par une personne morale (l'entreprise). L'assurance d'activité protège les intérêts et biens de l'assuré en cas de réclamation ou de sinistre lié à l'activité professionnelle.

## Définition de l’assurance d’activité
L’assurance d’activité garantit certains dommages survenus dans le cadre de l’activité professionnelle et pouvant engager la responsabilité civile, juridique, environnementale de l’entreprise. Le type de garantie proposé par l’assurance d'activité peut être adapté en fonction du domaine d’activité de l'entreprise.
L'assurance d’activité fait partie des trois grandes catégories des assurances professionnelles avec : 
- l'assurance des biens, qui couvre les biens matériels (locaux, meubles, stocks, équipements, véhicules, etc.)
- l'assurance des personnes, qui indemnise les personnes physiques en cas d'invalidité, de maladies, d’accidents corporels, etc.

## Les différents types d’assurances d’activité
L’assurance d’activité peut prendre plusieurs formes pour s’adapter au secteur de l'entreprise et aux risques potentiels.

### L'assurance responsabilité civile
L’assurance responsabilité civile professionnelle a pour objectif de couvrir le chef d’entreprise contre les préjudices et dommages pouvant être engendrés par son activité sur des personnes externes ou internes à l'entreprise. Cela englobe les dommages corporels, matériels et immatériels.
Ce type d’assurance est obligatoire pour l’exercice de certaines activités, notamment pour le secteur des travaux publics et du bâtiment.

### L'assurance décennale
L'assurance décennale concerne principalement les entreprises œuvrant dans le secteur du bâtiment, des travaux de génie civil, les constructeurs d’ouvrages immobiliers, etc. Elle permet de couvrir financièrement les non-conformités, malfaçons, défauts, pendant 10 ans à compter de l’achèvement des travaux. Elle est obligatoire pour les entreprises de construction.

### L’assurance perte d’exploitation
L’assurance perte d’exploitation permet de se prémunir contre certains événements qui pourraient conduire à une forte baisse d’activité / un arrêt total de l’activité : incendie, explosion, dégât des eaux, tempêtes, bris de machine, casse des appareils électriques, catastrophes naturelles, émeutes, attentats, etc.

### L’assurance protection juridique
L’assurance protection juridique a pour but de couvrir l’assuré en cas de procédures judiciaires et/ou de litiges. Cette assurance prend à sa charge la défense pénale de l’assuré.

### L’assurance multirisque professionnelle
C’est une assurance complète qui couvre à la fois la responsabilité de l'entreprise et ses biens mobiliers et immobiliers. Elle couvre notamment : les locaux, les marchandises, les données informatiques, le matériel, etc. Elle inclut aussi souvent la perte d’exploitation, la responsabilité civile, la protection juridique et la garantie décennale.